# Patrice Bouédibéla

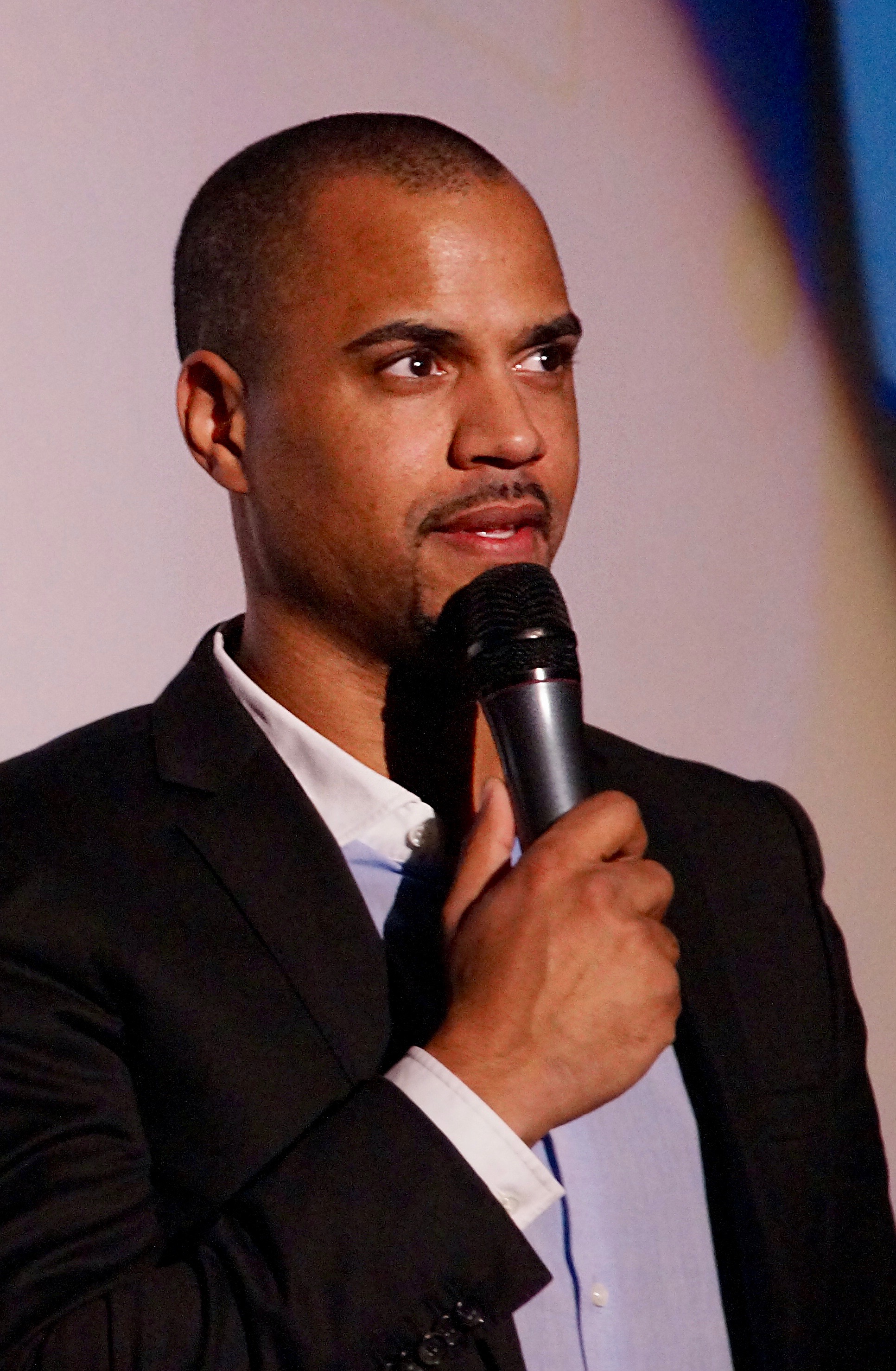
Patrice Bouédibéla (2016)

Patrice Bouédibéla (* 1. November 1974 in Berlin) ist ein deutscher Fernsehmoderator mit deutsch-kongolesischen Vorfahren.

## Karriere
Bouédibéla jobbte nach seiner schulischen Ausbildung zunächst in Plattenläden und übernahm als Komparse kleinere Rollen in Serien und Daily Soaps (z. B. 1998 in der Fernsehserie Unter uns als Dylan Perry). Im Frühjahr 1996 wurde er in einem Berliner Club für die Doku-Soap MTV Road Rules entdeckt und tourte daraufhin mit vier weiteren Teilnehmern quer durch Europa. Danach arbeitete er als Model, bis der zwischenzeitlich gegründete deutsche MTV-Ableger ihn ab Januar 1999 als VJ unter Vertrag nahm. Bis 2009 moderierte er für MTV Germany u. a. die Sendungen MTV Urban, TRL Urban und im Wechsel mit Joko Winterscheidt und Karolin brand:neu.
Ab Mitte Oktober 2005 moderierte er bei MTV Pimp my Whatever. Sein Status beim Musiksender war einige Zeit umstritten. Nach einem Alleingang, bei dem er zwischen Bushido und Fler im Rahmen eines Gipfeltreffens vermitteln wollte und diesen Vorschlag in der Sendung TRL Urban äußerte, trat er auf dem Sender nicht mehr in Erscheinung. Gerüchte besagten, er sei gefeuert worden.
Von 2008 bis 2010 war er wieder bei MTV beschäftigt. Mit seiner knapp zehnjährigen Laufbahn bei MTV Germany war er der dort am längsten engagierte Moderator.
Von 2004 bis 2005 war er 16 Monate lang mit der US-amerikanischen Sängerin Anastacia liiert, die er bei der Echo-Verleihung kennenlernte. Sie blieben auch nach der Trennung befreundet und Bouédibéla unterstützte sie, als 2013 erneut Brustkrebs bei ihr ausbrach.
2005 war er im Kinofilm Der Clown – Payday an der Seite von Sven Martinek und Götz Otto zu sehen.
2010 spielte er in der Folge Der Anschlag aus der Serie Alarm für Cobra 11 mit.
2014 nahm er an der RTL-Show Let’s Dance teil, schied mit seiner Partnerin Ekaterina Leonova allerdings schon in der ersten Runde aus. 2016 war er „Türsteher“ in der Late-Night-Show Applaus und Raus! auf ProSieben.
Seit 30. November 2023 moderiert er regelmäßig für den Youtube-Kanal des Pay-TV-Senders Sky den „Sky Talk mit Patrice.“ Hier unterhält er sich mit wechselnden Stargästen über Filme, Serien und das Fernsehen.